# 津久井郡広域行政組合
津久井郡広域行政組合（つくいぐんこういきぎょうせいくみあい）は、神奈川県津久井郡城山町、津久井町、相模湖町及び藤野町の4町が設立していた一部事務組合。2006年3月19日に解散した。

## 概要

### 経緯
- 法定伝染病の対策について、明治以降、津久井郡内の各町村が診療や隔離病舎などの対応を行っていた。これを広域的な事業として共同で整備促進することを目的として、「津久井隔離病舎一部事務組合」を神奈川県に申請し、1954年7月に神奈川県知事の許可を得た。中野赤十字病院（現・相模原赤十字病院）の隣接地に隔離病舎を建設のうえ業務を開始した。診療は中野赤十字病院と委託契約を締結して実施された。
- 昭和30年代以降、ごみやし尿の処理についても従来の自家処理では対応できなくなり、行政による一括処理の要望が高まった。そのため、1961年6月に「津久井清掃事業組合」が津久井郡4町により設立され、1963年4月からごみ収集業務を、1964年10月からし尿処理業務を開始した。
- 1968年12月、中央自動車道が開通し、相模湖町と藤野町を通過することになった。津久井郡4町で協議のうえ、高速道路の救急業務を相模湖町に事務委託することとした。しかし、交通事故件数の多さから、1町への事務委託では処理できない状況となった。
- 新たに救急業務の事務組合を新設することは、既存の2組合と合わせ各町の財政を圧迫するため、経費節減・管理運営効率化を目的として、「津久井隔離病舎一部事務組合」「津久井清掃事業組合」「津久井郡救急本部」を統合し「津久井郡広域行政組合」を設立した。

### 設立
1970年4月1日
- 「津久井郡広域行政組合」では、1972年に広域常備消防体制の確立、ごみ・し尿処理施設の整備拡充計画を策定し、順次実施した。
  - 消防本部（1972年度建設）、城山分署・藤野分署・鳥屋出張所・青根出張所（1973年度建設）、津久井郡急病診療所（1981年建設）

### 事務所
- 津久井町青山3385-2

### 主な事務内容
- 広域市町村圏計画の策定及びその実施のための連絡調整
- 伝染病予防法に規定する隔離病舎の設置及び管理運営
- 一般廃棄物の収集、運搬及び処分並びに一般廃棄物処理施設の設置及び管理運営
- 常備消防事務

### 組織
- 組合議会
  - 議員定数：16人
- 組合執行機関
  - 組合長：1人（各町長の互選）
  - 副組合長：3人（各町長の互選）
  - 収入役（各町の収入役から組合長が組合議会の同意を得て選任）
  - 監査委員：2人（組合長が組合議会の同意を得て組合議員及び知識経験を有する者のうちから各1人を選任）

### 組合職員
180名（2004年4月1日現在）
- 内訳：一般事務職24名、一般技術職3名、現業職47名、消防職106名

### 解散
2006年3月19日
- 津久井町及び相模湖町の神奈川県相模原市への編入合併（2006年3月20日）に伴い、合併期日の前日をもって解散した。
- 組合職員は引き続き相模原市職員として採用され、組合組織は相模原市役所に統合した。
- 城山町及び藤野町は本組合が実施していた大半の業務を相模原市に事務委託したが、両町も2007年3月11日に相模原市へ編入合併した。

## 常備消防事務

### 概要
- 消防本部：相模湖町寸沢嵐574-2
- 管内面積：238.44km2
- 職員定数：111人
- 消防署1カ所、分署2カ所、出張所2カ所、派出所1カ所
- 主力機械（2004年4月1日現在）
  - 消防ポンプ自動車：6
  - はしご消防自動車：1
  - 化学消防自動車：1
  - 救助工作車：1
  - 救急自動車：5
  - 二輪車：6
  - その他：11
  - 合計：31

### 沿革
- 1972年4月1日　津久井郡広域行政組合消防本部を設置する。
- 1973年4月1日　津久井郡広域行政組合消防署を設置する。
- 1974年4月1日　城山分署・藤野分署・鳥屋出張所・青根出張所を設置する。
- 1998年4月1日　津久井救急隊派出所を設置する。
- 2006年3月20日　津久井郡広域行政組合が前日をもって解散し、津久井郡広域行政組合消防本部を相模原市消防本部（現：相模原市消防局）に統合する。
  - 津久井郡広域行政組合消防署を津久井消防署に改称する。（分署・出張所・派出所の名称変更はなし）

### 組織
- 本部－総務課、警防課、予防課
- 消防署－本署、城山分署、藤野分署、鳥屋出張所、青根出張所、救急隊派出所